# Quảng Bình (xã)
Quảng Bình là một xã thuộc huyện Quảng Xương, tỉnh Thanh Hóa, Việt Nam.

## Địa giới hành chính
Xã Quảng Bình nằm ở trung tâm của huyện Quảng Xương.
- Phía đông giáp xã Quảng Lưu, huyện Quảng Xương.
- Phía nam giáp các xã Quảng Lộc, Quảng Lĩnh và Quảng Trường, huyện Quảng Xương.
- Phía tây giáp các xã Quảng Ngọc và Quảng Hợp, huyện Quảng Xương.
- Phía bắc giáp các xã Quảng Ninh và Quảng Nhân, huyện Quảng Xương.

## Lịch sử hành chính
Vùng đất thuộc xã Quảng Bình ngày nay, vào đầu thế kỉ 19 thuộc tổng Thái Lai, huyện Quảng Xương, phủ Tĩnh Gia, nội trấn Thanh Hóa.
Sau năm 1945, thuộc xã Việt Hùng. Năm 1948 xã An Ninh sáp nhập với xã Việt Hùng thành xã Quảng Ninh. Năm 1954, một phần lãnh thổ xã Quảng Ninh được tách ra để lập xã Quảng Bình, tên gọi Quảng Bình xuất hiện từ đây.
Xã Quảng Bình gồm có 6 làng:
- Làng Trần Cầu: đầu thế kỉ 19 là xã Trần Cầu thuộc tổng Thái Lai, thời Đồng Khánh đổi thành Trần Xá. Nay thuộc thôn 1 và thôn 2
- Làng Tiền Thôn: đầu thế kỉ 19 là thôn Tiền thuộc xã Bản Phương; xã Bản Phương sau đổi thành Ngưu Phương.ngày nay là địa chính thôn 5 và thôn 6
- Làng Ngưu Trung: đầu thế kỉ 19 thuộc là thôn Trung thuộc xã Bản Phương. Nay thuộc địa chính của thôn 3 và thôn 4
- Làng Xa Thư. Nay thuộc thôn 7 và thônXã Xã Quảng Bình Hành chính Quốc gia   Việt Nam Vùng Bắc Trung Bộ Tỉnh Thanh Hóa Huyện Quảng Xương Địa lý Diện tích 6,9 km² [1] Dân số (2009) Tổng cộng 5.710 người[1] Dân tộc Kinh Khác Mã hành chính 16468[2] xts Địa giới hành chính sửa Xã Quảng Bình nằm ở trung tâm của huyện Quảng Xương.  Phía đông giáp xã Quảng Lưu, huyện Quảng Xương. Phía nam giáp các xã Quảng Lộc, Quảng Lĩnh và Quảng Trường, huyện Quảng Xương. Phía tây giáp các xã Quảng Ngọc và Quảng Hợp, huyện Quảng Xương. Phía bắc giáp các xã Quảng Ninh và Quảng Nhân, huyện Quảng Xương. Lịch sử hành chính sửa Vùng đất thuộc xã Quảng Bình ngày nay, vào đầu thế kỉ 19 thuộc tổng Thái Lai, huyện Quảng Xương, phủ Tĩnh Gia, nội trấn Thanh Hóa[1].  Sau năm 1945, thuộc xã Việt Hùng. Năm 1948 xã An Ninh sáp nhập với xã Việt Hùng thành xã Quảng Ninh. Năm 1954, một phần lãnh thổ xã Quảng Ninh được tách ra để lập xã Quảng Bình, tên gọi Quảng Bình xuất hiện từ đây[1].  Xã Quảng Bình gồm có 6 làng[1]:  Làng Trần Cầu: đầu thế kỉ 19 là xã Trần Cầu thuộc tổng Thái Lai, thời Đồng Khánh đổi thành Trần Xá. Nay thuộc thôn 1 và thôn 2 Làng Tiền Thôn: đầu thế kỉ 19 là thôn Tiền thuộc xã Bản Phương; xã Bản Phương sau đổi thành Ngưu Phương.ngày nay là địa chính thôn 5 và thôn 6 Làng Ngưu Trung: đầu thế kỉ 19 thuộc là thôn Trung thuộc xã Bản Phương. Nay thuộc địa chính của thôn 3 và thôn 4 Làng Xa Thư. Nay thuộc thôn 7 và thôn 8
- Thôn Cống Trúc